# 新世社 (キリスト教系出版社)
新世社（しんせいしゃ）とは、愛知県名古屋市中区にあるキリスト教系出版社である。

## 概要
主な刊行物はカトリック教会関連のものだが、「東方キリスト教叢書」シリーズや『フィロカリア』といった正教会の書物も扱う。

## 主な出版物
- ホアン・カトレットの著作
- イシドロ・リバスの著作
- 『フィロカリア』
- 「東方キリスト教叢書」シリーズ